# Jakubčovice Fotbal
Jakubčovice Fotbal ist ein tschechischer Fußballverein aus der nordmährischen knapp 700 Einwohner zählenden Gemeinde Jakubčovice nad Odrou. Der Klub stieg von 1999 bis 2006 Jahr für Jahr auf und spielte in der Saison 2006/07 in der 2. tschechischen Liga.

## Vereinsgeschichte
1952 wurde in Jakubčovice nad Odrou ein Sportverein mit dem Namen Tatran gegründet, der eine Fußball-, Tischtennis- und Schachabteilung besaß. Bis 1999 spielten die Fußballer entweder in der untersten Spielklasse oder eine Liga darüber. In diesem Jahr bot der Besitzer des örtlichen Steinbruchs, Josef Hájek an, den Verein als Mäzen und Sponsor finanziell zu unterstützen. Sein Ziel war es, den Verein in die überregionale 4. Liga zu bringen.
Saison für Saison stieg die Mannschaft auf, 2001 verstärkt mit dem ehemaligen Legionär Radek Onderka, ein Jahr später mit dem ehemaligen Nationalspieler Pavel Hapal. 2003 war Jakubčovice in der Divize E, der 4. Liga angekommen und engagierte den ehemaligen Profifußballer Alois Grussmann als Trainer. Die Fußballabteilung wurde unter der Bezeichnung JAKUBČOVICE FOTBAL, s.r.o. (GmbH) aus dem Gesamtverein ausgegliedert, Geschäftsführer wurde Josef Hájek.
Auch die Divize E gewann die Mannschaft souverän, gleiches gelang 2005/06 in der drittklassigen MSFL, so dass Jakubčovice im Profifußball angekommen war. Hájek erklärte noch vor Saisonbeginn, dass dies für eine kleine Gemeinde wie Jakubčovice zu viel wäre, außerdem könne auch er das Budget nicht mehr alleine tragen. Deshalb wolle er die Profilizenz zum Saisonende verkaufen.
Da der Sportplatz in Jakubčovice nicht die Kriterien für die 2. Liga erfüllte, trug die Mannschaft  ihre Heimspiele 2006/07 im wenige Kilometer entfernten Fulnek aus. In der Winterpause einigte sich Hájek mit dem FK Dukla Prag auf einen Lizenzverkauf zur Saison 2007/08. Schon zur Rückrunde kam deshalb Trainer Günter Bittengel aus Prag um die Mannschaft kennenzulernen, aus der schließlich acht Spieler zur neuen Saison nach Prag wechselten.
Jakubčovice Fotbal, zwischenzeitlich in eine Aktiengesellschaft umgewandelt, startet 2007/08 anstelle des eigenen B-Teams, das abgemeldet wurde, in der 1.A třída, der sechsthöchsten Spielklasse.

### Statistik
- 2. Tschechische Liga 2006/07:

| Liga            | Platz     | Spiele | Siege | Remis | Niederlagen | Tore  | Punkte |
| 2. Liga 2006/07 | 11. Platz | 30     | 10    | 7     | 13          | 35:44 | 37     |

## Trainer
- Alois Grussmann (2003–2006)

## Vereinsnamen
- 1952 TJ Tatran Jakubčovice nad Odrou
- 2003 JAKUBČOVICE FOTBAL, s.r.o.
- 2007 JAKUBČOVICE FOTBAL, a.s.